# Altes Lager (Königsbrück)

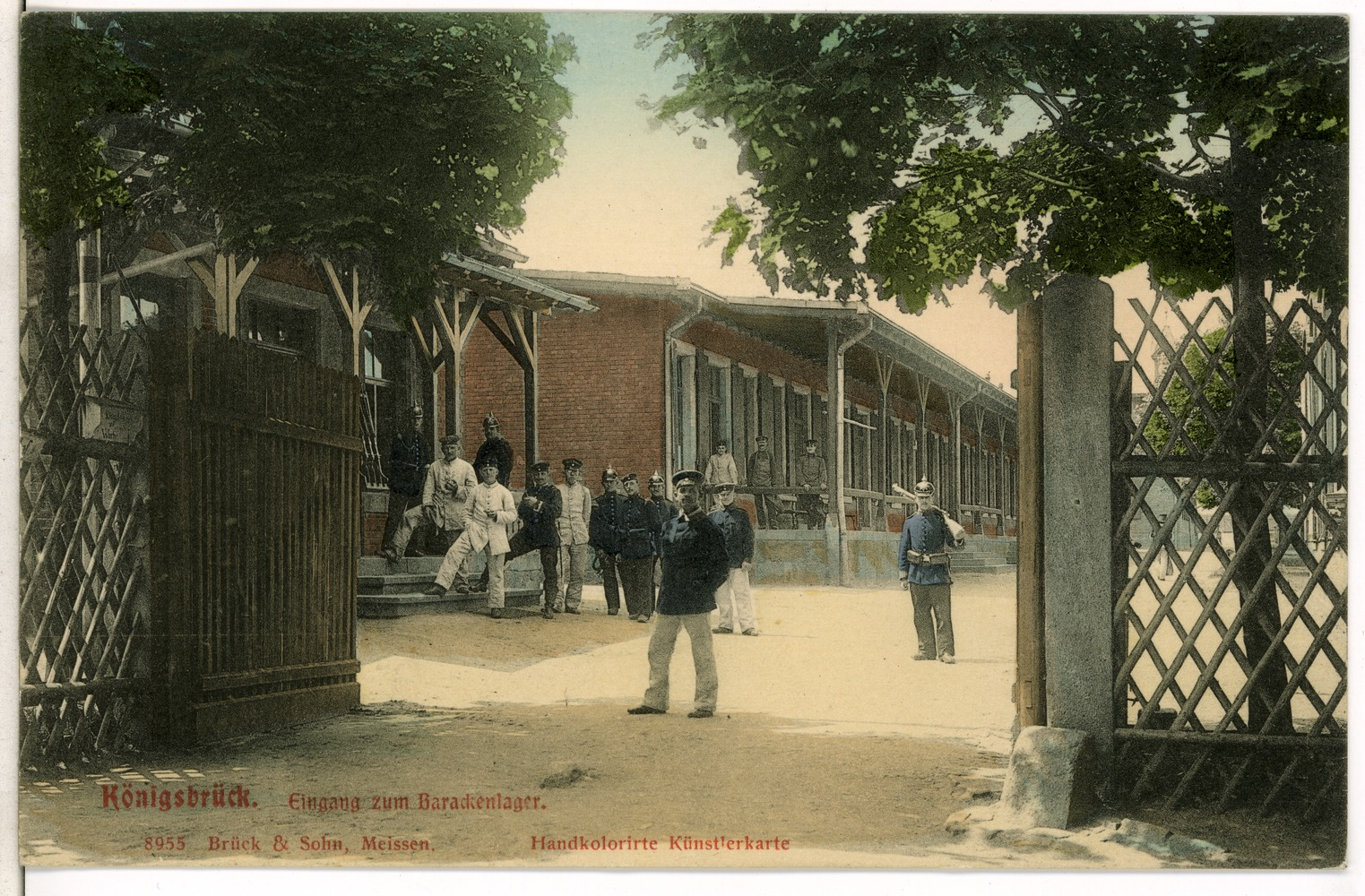
Eingang zum Barackenlager, 1907

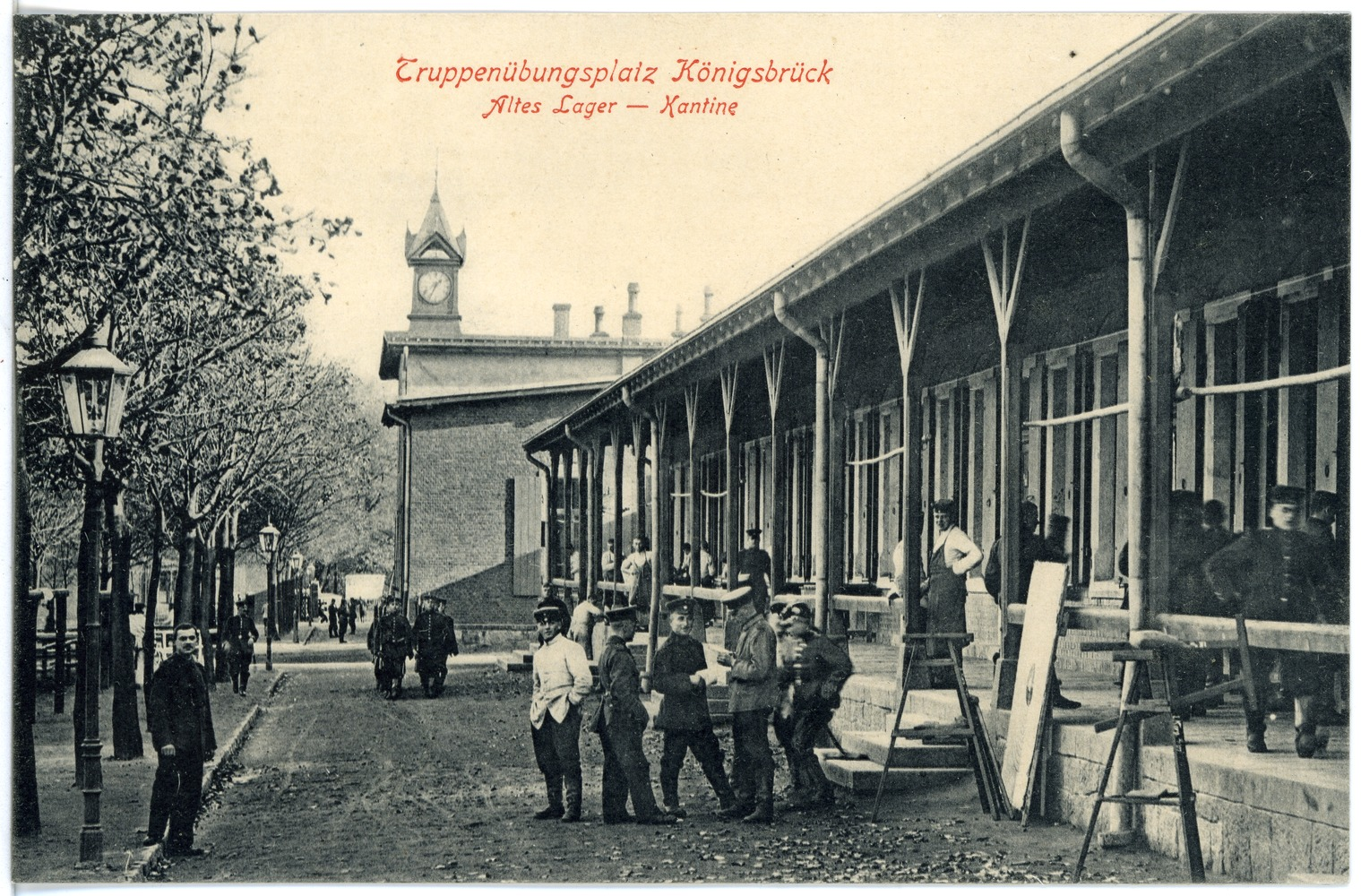
Kantine im Alten Lager, 1917

Das Alte Lager, ursprünglich Barackenlager genannt, war die erste der in Königsbrück, Sachsen angelegten Kasernen. Das 6,4 ha große Areal wurde 1892–1893 errichtet und bis 1990 militärisch genutzt. Zwischen 1993 und 2006 wurde das Alte Lager schrittweise abgerissen. Einzig erhaltenes Gebäude ist der heute durch den Architekturmodellbau Via Regia genutzte Klinkerbau. Eine Nachnutzung als Via Regia Park ist vorgesehen.

## Lage
Das Alte Lager befand sich westlich an den Königsbrücker Schlosspark angrenzend im Karree zwischen der Großenhainer Straße, Grenzweg, Lindenstraße und Am Schloßpark. Südlich liegt die Siedlung Neuer Anbau, nordwestlich das Dorf Stenz.

## Nutzung durch die Sächsische Armee
Zum Ende des 19. Jahrhunderts suchte die Sächsische Armee nach Standorten für einen großflächigen Übungsplatz zur Ausbildung der Infanterie. Die dünn besiedelte Laußnitzer Heide, die sich zudem seit Jahrhunderten im Besitz des Staates befand, schien dafür geeignet. 1892 begann die Errichtung eines Infanterie-Gefechtsschießplatzes hinter der Waldschule südlich von Glauschnitz und eines Barackenlagers auf der Scheibe bei Stenz. Das Barackenlager und der drei Kilometer westlich gelegene Schießplatz wurden am 30. Juni 1893 durch das 106. Regiment in Betrieb genommen. Untergebracht wurden ein General, vier Stabsoffiziere, elf Hauptleute, 31 Leutnants, zwei Zahlmeister, 161 Unteroffiziere, die aus 1293 Personen bestehende Mannschaft sowie 20 Pferde. Unweit des Barackenlagers begann im September 1893 hinter den Königsbrücker Bahnhof der Bau der Prinz-Georg-Kaserne. Am 30. September 1893 wurde der Truppenübungsplatz als selbstständiger Gutsbezirk „Schießplatz bei Königsbrück“ aus der Gemeinde Stenz ausgegliedert, erster Gutvorsteher war der Kaserneninspektor Karl Adolf Schubert. Im Oktober 1893 wurde Königsbrück zur königlichen Garnisonsstadt erhoben. Vor dem Bezug der Prinz-Georg-Kaserne durch die Reitende Abteilung des 1. königlichen-sächsischen Feld-Artillerie-Regimentes Nr. 12 erhielt der Gutsbezirk zum 1. April 1895 die neue Bezeichnung „Garnisonsverwaltung Königsbrück“.
Der Schießplatz Glauschnitz wurde ab 1898 um 100 m verbreitert. Das Barackenlager bot nun eine Kapazität für ca. 1500 Mann im Sommer bzw. 1050 Mann im Winter. Im Jahre 1900 bestand es aus fünf Mannschaftsbaracken, zwei Offiziersbaracken, einer Wachbaracke, einer Mannschaftsspeisebaracke, drei Latrinenbaracken, einem Kohlenschuppen sowie einem Pferdestall. Auf dem Glauschnitzer Schießplatz standen eine Scheibenbaracke, ein Brunnen, ein Unterstand für Mannschaften, eine Latrinenbaracke, ein Maschinenhaus, ein Unterstand für Pferde, ein Pferdestall, ein Patronenhaus und ein Scheibenunterstand. Der Offizierspavillon des Barackenlagers wurde 1902 zu Offiziersspeiseräumen umgebaut.
Am 18. März 1907 genehmigte der Reichstag die die Errichtung eines Übungsplatzes für das 12. Armeekorps in der Otterschützer und Krakauer Heide nördlich von Königsbrück. Wegen der guten Tauglichkeit für das Infanteriegefechtsschießen wurde der Schießplatz Glauschnitz auch nach der Fertigstellung des neuen Truppenübungsplatzes Königsbrück beibehalten. Das Barackenlager erhielt nach der Fertigstellung des Neuen Lagers am Truppenübungsplatz die Bezeichnung Altes Lager.
Während des Ersten Weltkrieges war im Alten Lager auch das Reservelazarett II untergebracht. In der Weimarer Republik wurde das Alte Lager nur noch in geringem Umfang genutzt, einige der Baracken wurden bis 1925 als Notwohnungen an die Stadt vermietet. Dennoch wurde das Lager weiter aufrechterhalten, da es im Bedarfsfalle für die Unterbringung der Reichswehr bereitstehen musste. Der Schießplatz Glauschnitz wurde jedoch aufgegeben. Zu Beginn der 1930er Jahre wurde im Alten Lager die Geländesportschule Königsbrück eingerichtet. Im Zweiten Weltkrieg diente das Lager von 1942 bis 1944 als Quartier der Legion Freies Indien.

## Nutzung durch die Sowjetarmee
1945 wurde das Alte Lager für die Unterbringung von Kriegsflüchtlingen aus dem Osten genutzt. Zwischen 1946 und 1949 bestand im Lager die erste staatliche Kindereinrichtung in Königsbrück, in zwei Räumen wurden etwa 25 Schul-, Vorschul- und Kleinstkinder betreut.
Nach 1945 wurde das Alte Lager durch die Sowjetarmee in Beschlag genommen. Das zur 11. Garde-Panzerdivision Dresden-Klotzsche gehörige 44. Gardepanzerregiment Suche Bator wurde in der Prinz-Georg-Kaserne, Teile des Regiments im Alten Lager stationiert.
Nach der Wende in der DDR forderten Demonstranten am 5. Mai 1990 auf dem Königsbrücker Markt die Räumung des Truppenübungsplatzes und der anderen Kasernen durch die GSSD. Im Dezember 1990 erfolgte die Verlegung der im Alten Lager stationierten Einheiten in die Panzerschule Röhrsdorf.

## Abbruch und Nachnutzung
Nach der Übernahme des von der Sowjetarmee geräumten Alten Lagers durch die Bundesrepublik ließ das Bundesverwaltungsamt für ca. 1 Mio. DM die Keller und Kanäle der Kaserne von mit Öl und Lösungsmitteln kontaminierten Flüssigkeiten beräumen. Die Sächsische Immobilien GmbH führte 1993–1994 im Rahmen einer Arbeitsbeschaffungsmaßnahme erste Gebäudeabbrüche im Südteil des Lagers durch, die jedoch nicht zu Ende gebracht wurden, nachdem Bodenuntersuchungen ergeben hatten, dass das Grundwasser mit 6000 µg Trichlorethen / l verunreinigt war und die vorgesehene Errichtung eines Wohngebietes dadurch nicht zu realisieren war. In den folgenden vier Jahren blieb das Areal sich selbst überlassen und wurde vermüllt. Der ASB Kamenz erwarb 1998 eine Fläche von 6000 m² im Südteil und nahm die Abbrucharbeiten zur Herstellung der Baufreiheit für den Neubau eines Pflegeheimes wieder auf. Am 1. Juli 2000 erfolgte die Eröffnung des sternförmig angelegten ASB-Pflegeheim „Am Schloßpark“.
Im Rahmen eines integrierten Stadtentwicklungskonzeptes entstand 2003 die Idee eines Jahreszeitenparks, die im Zuge der Einweihung des Ökumenischen Pilgerwegs am 6. Juli 2003 als Projekt Via-Regia-Park weiterentwickelt wurde. Neue Grundwasseruntersuchungen ergaben im Jahre 2004, dass sich die Kontamination auf natürlichem Wege reduziert hatte. Daraufhin begann die Stadt mit der Umsetzung der Pläne. Nach der Bewilligung von Fördermitteln in Höhe von insgesamt 1.260.000 € durch den Freistaat Sachsen und die EU wurden am 22. Februar 2005 die Abriss-, Sanierungs- und Gestaltungsmaßnahmen zum Via-Regia-Park aufgenommen (Gesamtkosten mit Eigenanteilen ca. 1,46 Mio. €). In der Folgezeit erfolgte die Erstellung eines Bebauungsplanes. Der Klinkerbau wurde teilweise saniert, auf den Abbruchflächen entstanden 2008 ein Spielplatz, ein Bolzplatz, ein Grillplatz und Grünflächen. 2007 bezogen der Via-Regia-Architekturmodellbau und die Stadtinformation Königsbrück den Klinkerbau, Letztere erhielt dort auch einen Vortragssaal. Nach dem Umzug der Stadtinformation in das Grafiagebäude am Markt nutzt die Touristische Gebietsgemeinschaft „Dresdner Heidebogen“ seit 2011 das Erdgeschoss im Südflügel. Durch den Staatsbetrieb Sächsisches Immobilien- und Baumanagement (SIB) wird der westlich an das Pflegeheim angrenzende südliche Bereich zu einem Wohngebiet mit einer Fläche von 12.000 m² entwickelt.